# 3513 Quqinyue
3513 Quqinyue este un asteroid din centura principală, descoperit pe 16 octombrie 1965 de Observatorul Zijinshan.